# 第31回サウスイースタン映画批評家協会賞
31st SEFCA Awards

2022年12月12日
作品賞: 

『エブリシング・エブリウェア・オール・アット・ワンス』
監督賞: 

ダニエル・クワン&ダニエル・シャイナート

『エブリシング・エブリウェア・オール・アット・ワンス』
第31回サウスイースタン映画批評家協会賞（31st Southeastern Film Critics Association）は、2022年の映画を対象とした映画賞。2022年12月12日に受賞作品が発表された。

## 受賞結果

### トップ10作品
1. エブリシング・エブリウェア・オール・アット・ワンス
2. イニシェリン島の精霊
3. フェイブルマンズ
4. TAR/ター
5. トップガン マーヴェリック
6. RRR
7. ナイブズ・アウト: グラス・オニオン
8. ウーマン・トーキング 私たちの選択
9. NOPE/ノープ
10. THE BATMAN-ザ・バットマン-

### 部門賞
主演男優賞
- コリン・ファレル - イニシェリン島の精霊
  - 次点：ブレンダン・フレイザー - ザ・ホエール

主演女優賞
- ミシェル・ヨー - エブリシング・エブリウェア・オール・アット・ワンス
  - 次点：ケイト・ブランシェット - TAR/ター

助演男優賞
- キー・ホイ・クァン - エブリシング・エブリウェア・オール・アット・ワンス
  - 次点：ブレンダン・グリーソン - イニシェリン島の精霊

助演女優賞
- ケリー・コンドン - イニシェリン島の精霊
  - 次点：ステファニー・スー - エブリシング・エブリウェア・オール・アット・ワンス

アンサンブル賞
- ナイブズ・アウト: グラス・オニオン
  - 次点：ウーマン・トーキング 私たちの選択

監督賞
- ダニエル・クワン&ダニエル・シャイナート - エブリシング・エブリウェア・オール・アット・ワンス
  - 次点：スティーヴン・スピルバーグ - フェイブルマンズ

脚本賞
- ダニエル・クワン&ダニエル・シャイナート - エブリシング・エブリウェア・オール・アット・ワンス
  - 次点：マーティン・マクドナー - イニシェリン島の精霊

脚色賞
- サラ・ポーリー - ウーマン・トーキング 私たちの選択
  - 次点：ライアン・ジョンソン - ナイブズ・アウト: グラス・オニオン

ドキュメンタリー映画賞
- ファイアー・オブ・ラブ 火山に人生を捧げた夫婦
  - 次点：おやすみ オポチュニティ

外国語映画賞
- RRR
  - 次点：別れる決心

アニメ映画賞
- ギレルモ・デル・トロのピノッキオ
  - 次点：マルセル 靴をはいた小さな貝（英語版）

撮影賞
- クラウディオ・ミランダ - トップガン マーヴェリック
  - 次点：ヤヌス・カミンスキー - フェイブルマンズ

作曲賞
- マイケル・ジアッチーノ - THE BATMAN-ザ・バットマン-
  - 次点：ジョン・ウィリアムズ - フェイブルマンズ

ジェーン・ワイアット賞
- エルヴィス
  - 次点：ティル